# ألبيرين باباكان
ألبيرين باباكان (بالتركية: Alperen Babacan) (18 يوليو 1997 بدنيزلي في تركيا - ) هو لاعب كرة قدم تركي في مركز الدفاع. لعب مع دنيزلي سبور.

## وصلات خارجية
- ألبيرين باباكان على موقع اتحاد تركيا (لاعب) (الإنجليزية)
- ألبيرين باباكان على موقع قاعدة بيانات كرة القدم.إي يو (الإنجليزية)
- ألبيرين باباكان على موقع Soccerway.com (الإنجليزية)
- ألبيرين باباكان على موقع عالم كرة القدم.نت (الإنجليزية)